# New Carlisle (Ohio)
New Carlisle – miasto w Stanach Zjednoczonych, w zachodniej części stanu Ohio. Liczba mieszkańców w 2000 roku wynosiła 5836.

## Klimat
Miasto leży w strefie klimatu umiarkowanego, ciepłego, subtropikalnego, bez pory suchej z gorącym latem, należącego według klasyfikacji Köppena do strefy Cfa. Średnia temperatura roczna wynosi 10,1°C, a opady 983 mm (w tym do 49 cm opadów śniegu). Średnia temperatura najcieplejszego miesiąca - lipca wynosi 22,6°C, najzimniejszego - stycznia -3,4°C.